# Network regionale dei giovani dell'ARE

Logo del Network Regionale dei Giovani dell’ARE

Il Network regionale dei giovani dell'ARE è una piattaforma creata dall'Assemblea delle Regioni d'Europa (ARE), che raggruppa le organizzazioni, i consigli e i parlamenti giovanili regionali dell'Europa allargata. Si tratta di un forum che offre ai giovani la possibilità di influire direttamente sulle politiche regionali ed europee grazie allo scambio di esperienze e di migliori pratiche.

## Contesto
Il Network regionale dei giovani dell'ARE è nato il 25 novembre 2008 a Wiesbaden (in  Assia, Germania), dove in seguito ad una riunione di 90 partecipanti provenienti da 55 regioni europee, è stata lanciata la prima rete europea di consigli, parlamenti e organizzazioni giovanili regionali.
Il Network promuove il rispetto del principio di sussidiarietà nella presa di tutte le decisioni politiche. Ciò implica due aspetti: le politiche giovanili  devono rispecchiare non solo la diversità delle regioni ma anche la diversità dei giovani che abitano in quelle regioni, e le politiche giovanili regionali devono sempre tener presente la dimensione europea per far sì che i problemi comuni a tutti i giovani possano essere affrontati attraverso la cooperazione e lo scambio di idee, di conoscenza e di esperienze.

## La risoluzione di Wiesbaden
Durante l'incontro di Wiesbaden, 90 giovani provenienti dalle regioni europee hanno adottato una risoluzione che definisce le principali priorità strategiche del Network:
Notando che i giovani sono direttamente interessati dalle decisioni prese dai governi europei, nazionali e regionali;
Sottolineando che i giovani hanno il diritto di influire sulla realtà che li circonda;
Convinti che i giovani siano il futuro dell'Europa ;
Noi, membri di consigli, parlamenti e organizzazioni regionali giovanili, e rappresentanti di tutti i giovani che vivono in Europa, fondiamo il Network Regionale dei Giovani dell'ARE, un'iniziativa dell'Assemblea delle Regioni d'Europa, che:
- rappresenterà una piattaforma comune di organizzazioni giovanili che agiscono a livello regionale;
- aiuterà le organizzazioni giovanili delle regioni europee  a scambiarsi le migliori pratiche e le esperienze;
- applicherà il principio di sussidiarietà nell'ambito delle politiche giovanili;
- avvicinerà i cittadini all'Europa attraverso il riconoscimento delle identità regionali e la promozione dell'idea « Uniti nella Diversità ».

Di conseguenza, stabiliamo che il Network Regionale dei Giovani dell'ARE contribuirà a:
- influire sulle politiche regionali in tema di lavoro, salute e formazione  per combattere la fuga di cervelli dall'Europa e per salvaguardare la salute dei giovani in una società in continuo cambiamento;
- sostenere la formazione dei giovani per incoraggiarli a rafforzare il loro spirito d'impresa, a prendere le iniziative, e a partecipare alla presa di decisioni regionali;
- gestire la globalizzazione attraverso la promozione dei valori e delle tradizioni delle regioni e attraverso lo scambio della conoscenza e dell'esperienza regionale;
- incitare il cambiamento attraverso la formazione dei giovani da una prospettiva regionale, e farà evolvere le mentalità dei consumatori promuovendo la sostenibilità, l'uso delle energie rinnovabili e della tecnologia;
- agire per eliminare i pregiudizi, le ineguaglianze, la xenofobia e le segregazioni, migliorando la formazione e la partecipazione degli immigrati e facilitando gli scambi tra culture e identità di tutti i giovani europei.

Adottata a Wiesbaden il 25 novembre durante l'incontro del Network Regionale dei Giovani dell'ARE sulla base delle necessità e delle preoccupazioni dei giovani europei.''

## Missione
La missione del Network si suddivide in quattro aspetti principali :
- Incoraggiare una comunicazione più efficace tra i giovani e un senso di futuro in comune;
- Promuovere l'Europa e sviluppare la cooperazione interregionale a livello europeo;
- Incoraggiare una maggiore partecipazione giovanile nei processi democratici locali e regionali;
- Sviluppare un senso di responsabilità civica e politica.

## Obiettivi
Quattro sono gli obiettivi del Network: costituire il network, influire sulle politiche, scambiare le migliori pratiche e le esperienze e promuovere la governance sostenibile.
Costituire il Network
- creare un forum europeo che permetta ai giovani di affrontare particolari problemi regionali;
- scambiare le migliori pratiche e le esperienze.

Influire sulle politiche
- Coinvolgere i giovani nei processi decisionali a livello regionale ed europeo;
- Sviluppare il senso di responsabilità civile e politica tra i giovani e incoraggiare la partecipazione di questi ultimi nei processi democratici.

Scambio di migliori pratiche ed esperienze
- rispettare il principio di sussidiarietà nei processi decisionali per arricchire sulle politiche giovanili europee della prospettiva regionale
- lavorare insieme sui progetti europei e utilizzare i fondi europei
- invitare i giovani a sostenere il processo di allargamento europeo (molte delle regioni rappresentate in seno al Network non sono membro dell'UE)

Governance sostenibile
- allargare il raggio d'azione del Network agli altri stakeholder della società civile e del settore privato.

## Valori
Il Network apporta una prospettiva giovanile ai valori propri dell'Assemblea delle Regioni d'Europa:
Uguaglianza nella diversità: il Network condivide il rispetto che nutre l'ARE per la diversità politica, etnica e culturale. Tutte le organizzazioni, parlamenti e consigli giovanili del Network hanno lo stesso status.
Democrazia: il Network è una struttura democratica e promuove i valori democratici, la libertà di scelta e la trasparenza. Questo promuove anche il coinvolgimento attivo di tutti i membri nello sviluppo delle sue politiche.
Sussidiarietà: il Network afferma che il principio di sussidiarietà debba essere applicato in tutti i processi decisionali, cioè che tutte le decisioni riguardanti i giovani siano prese il più vicino possibile a loro.

## Altre iniziative dell'ARE per i giovani
Università d'estate dei giovani dell'ARE: si tratta di un'iniziativa introdotta nel 2001 per offrire ai giovani l'opportunità di apprendere nuove abilità, nuove idee e scambiare le esperienze con i politici regionali, i funzionari e tra di loro. L'Università d'estate viene organizzata annualmente in una regione membro dell'ARE e dura cinque giorni durante i quali ci si focalizza su un tema specifico.
Giovani ambasciatori dell'ARE: ogni partecipante all'Università d'estate dei giovani dell'ARE diventa un Giovane Ambasciatore dell'ARE. Il ruolo dell'ambasciatore è quello di coinvolgere altri giovani della propria regione o di altre in iniziative di cooperazione giovanile. Dopo ogni Università d'Estate, l'Ambasciatore organizza delle attività nella sua regione sul tema discusso durante l'evento. Il migliore progetto degli Ambasciatori viene poi premiato.
Equipe dei Giovani dell'ARE: quest'équipe è stata creata per offrire ai giovani provenienti dalle regioni di lavorare all'interno della struttura organizzativa internazionale dell'ARE. La strategia e le attività dell'equipe dei giovani dell'ARE sono applicate su tre livelli: regionale (promuovere i progetti dell'ARE a livello regionale, coinvolgimento nell'organizzazione degli eventi dell'ARE e supporto ai giovani nelle loro regioni di provenienza), europeo (partecipazione diretta e coinvolgimento dei giovani delle regioni a partecipare ai progetti europei, inclusi quelli promossi dalle istituzioni europee), e a livello dell'ARE (cooperazione con le differenti commissioni dell'ARE).
Competizione “Do You Speak European?”: questa competizione di espressione personale viene organizzata annualmente. Squadre di ragazzi dai 14 ai 18 anni hanno l'opportunità di rispondere alla domanda “Cosa significa per te l'Europa?” in modo creativo e personale. La finale europea della competizione è preceduta dalle competizioni regionali e nazionali che si tengono in tutti i paesi europei.
Premio “ La regione più vicina ai giovani”: nel 2001, l'ARE lancia un premio per la  regione più vicina ai giovani. Questo premio viene assegnato ogni due anni alla regione che ha realizzato il miglior progetto o altre iniziative che promuovono le questioni giovanili.
Borsa di studio dell'ARE: l'ARE offre una borsa di studio per uno studente appartenente a una regione membro dell'ARE per seguire un anno di studi universitari (livello laurea specialistica) all'estero su un tema relativo alla democrazia regionale. La borsa copre le tasse universitarie, il vitto e l'alloggio per un anno di studio in un'università di una regione membro dell'ARE.
Forum Europei dei Cittadini dell'ARE: lo scopo dei forum è quello di far incontrare i giovani cittadini e i politici regionali per dibattere con i rappresentanti dell'Unione Europea sul futuro dell'Europa.
Eurodyssée: si tratta di un programma interregionale che promuove la formazione professionale e la mobilità dei giovani in Europa.